# Kangourou des mathématiques
Pour les articles homonymes, voir Kangourou (homonymie).
Le Kangourou des mathématiques, dit concours Kangourou, est un jeu-concours de mathématiques d'origine française dont le but est la diffusion de la culture mathématique. Il rassemblait avant la pandémie de Covid-19 plus de 6 millions de participants, se déroule dans 84 pays, et revendique être le plus grand concours scolaire au monde. Il se déroule chaque année, le troisième jeudi du mois de mars.

## Historique

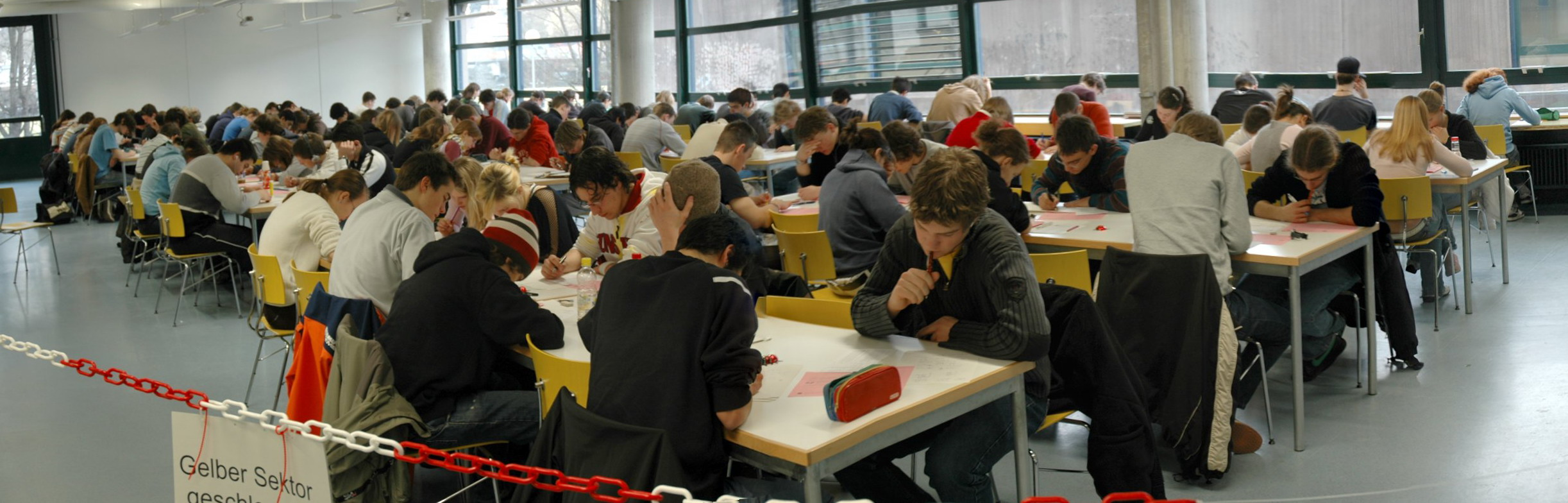
Étudiants pendant le Kangourou en Allemagne en 2006.

L'idée d'organiser un concours à destination des élèves du primaire et du secondaire, plus précisément entre le CM1 et l'université en France, pour stimuler leur appétit pour les mathématiques naît en Australie et conduit à la création d'un premier concours en 1978. En 1990, André Deledicq, professeur de mathématiques à l'université Paris-7 et Jean-Pierre Boudine, professeur de mathématiques à Marseille, observent le concours australien en rendant visite à des collègues et décident de lancer un concours en France sur le modèle du concours national australien, avec des QCM. Ils le nomment Kangourou des mathématiques en hommage à leurs collègues australiens.
La première édition a lieu en 1991 et regroupe 120 000 élèves. Le concours devient rapidement populaire en France, comptant un demi-million de participants en 1993. Il s'exporte en Roumanie, en Pologne et en Bulgarie dès 1993, puis en Biélorussie, en Hongrie, aux Pays-Bas, en Russie et en Espagne en 1994. En 1994, le prix d'Alembert est attribué au concours.

## Organisation
Le jeu est organisé dans 84 pays par l'association Kangourou Sans Frontières. Il a lieu tous les ans, le troisième jeudi de mars. En 2014, il a réuni plus de 6 millions de jeunes de 8 à 18 ans. Parmi eux, 370 000 élèves, dans 4 500 écoles, collèges et lycées français ou francophones, ont participé au Kangourou des mathématiques.
| 2020  | 2021  | 2022  | 2023  | 2024  | 2025  | 2026  | 2027  | 2028  | 2029  | 2030  |
| ----- | ----- | ----- | ----- | ----- | ----- | ----- | ----- | ----- | ----- | ----- |
| 19/03 | 18/03 | 17/03 | 16/03 | 21/03 | 20/03 | 19/03 | 18/03 | 16/03 | 15/03 | 21/03 |

Chaque année, tous les participants reçoivent un lot de participation. Dans chaque classe, les meilleurs élèves sont primés. Les mieux classés peuvent gagner des voyages, des abonnements à des revues, des livres de jeux mathématiques, ou du matériel mathématique.

## Règles
L'épreuve dure 50 minutes. C'est une épreuve de logique composée de trois groupes de huit questions (soit 24 au total) qui valent chacune un nombre de points croissant. Il y a aussi deux questions subsidiaires pour départager les éventuels ex æquo. Le brouillon et les instruments de géométrie sont autorisés, mais pas la calculatrice.
Il y a deux façons de gagner au concours Kangourou : soit en ayant le plus de points sur l'ensemble des questions, soit en répondant juste à la plus longue série de questions à partir de la première. Un score de prudence est attribué pour valoriser les élèves dans cette démarche. 
Le concours est proposé à partir du CE2, mais un jeu est désormais proposé pour les CP-CE1 : le Koala des mathématiques.